# Orang Kuala
Les Orang Kuala (« gens de l'estuaire » en malais), encore appelés Duano  ou Desin Dola' , sont une population qui habite sur les deux rives du détroit de Malacca, en Indonésie et en Malaisie.
En Indonésie, ils sont au nombre de 15 000 et habitent sur la côte orientale de Sumatra, entre l'embouchure du fleuve Kampar et le delta du Batang Hari, notamment les îles qui bordent cette côte.
En Malaisie, ils sont un peu plus de 4 000 et habitent sur le littoral sud-ouest de la péninsule, dans la région de Pontian Kecil (1° 29′ 00″ N, 103° 23′ 00″ E) dans l'État de Johor, à environ 40 km l'ouest de Johor Bahru, la capitale de l'état. Le gouvernement malaisien les range parmi les Orang Asli (« gens des origines »), terme qui désigne les populations autochtones de la péninsule.

## Langue
« Orang Kuala » est un exonyme. Leur langue, le duano, appartient au groupe dit « malais », qui comprend au total 45 langues, dont le indonésien, le malais de la péninsule, le minangkabau de Sumatra Ouest en Indonésie et la langue des Urak Lawoi' de Thaïlande.